# 雙車道快速道路

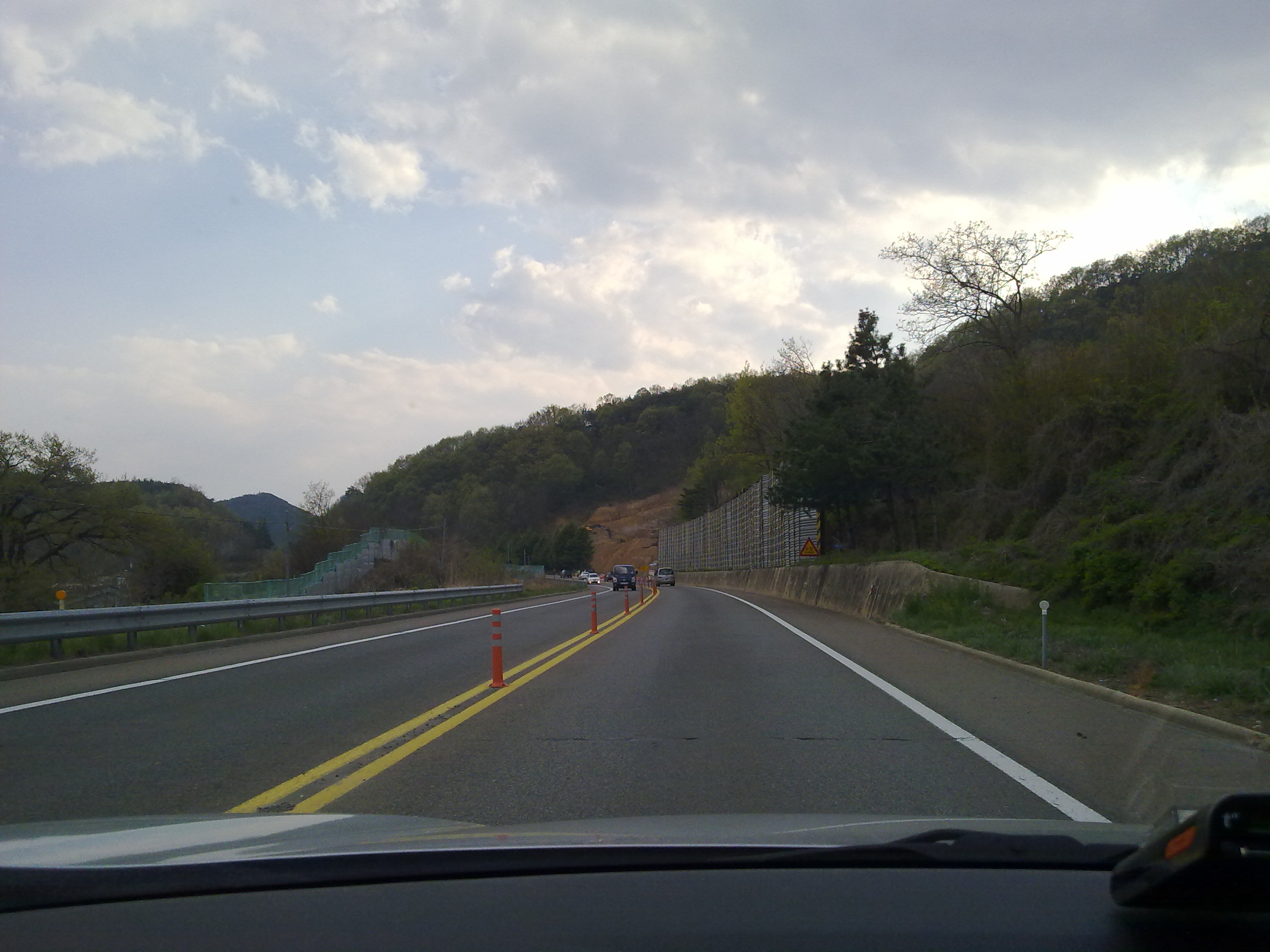
韓國的88奧林匹克大道

雙車道快速道路是指雙向各只有一車道的封閉式道路，但中央未必有實體的分隔島。本類道路會預留空間，等流量達到標準時就可以直接拓寬，不必再度徵收道路用地。部分國家將此類公路稱為高速公路、快速公路或大道，美國稱為「封閉式公路」，歐盟稱為「高等級公路」，日本則稱此類公路型式為「暫定2車線」（日语：／ zantei nishasen */?），通常作為升級完整高速公路之前的過渡型道路。
這種類型的道路規格沒有通用的國際標準，其幾何形狀可能因各國經濟與地形或環境保護而異，它在國土面積廣大的國家，而且了無人煙的地區，在長途貨運和客運中，發揮著節省道路建設成本與養護費用之重要作用，行駛速度限制沒有一定的標準，例如澳洲北方之「Bass Expressway」，可達速限110km/hr。這些道路通常（但不總是）限制行駛車種，並且道路出入口需要管制。
基於建築技術的進步與道路等級分類越來越廣泛，此類雙向2車道之封閉式道路，在台灣、中國大陸、美國等地，大多已降級為一般道路，例如上述圖片所示之韓國88奧林匹克大道。而日本是歸類於地域高規格道路。
如當地國家認為長期無拓寬公路之必要，並已建成全封閉式道路者，此類道路另稱為超級雙車道公路（Super-two）。

## 各國雙車道高速公路一覽

### 中華民國（臺灣）
- 麥帥公路（1964年）：大部分路段已拓寬改建為今中山高速公路。

### 中華人民共和國
- 西倒一级公路（部分路段为单向单车道，规划中为京藏高速公路）

### 朝鮮民主主義人民共和國
- 平壤元山觀光公路

### 大韓民國
- 光州大邱高速公路（潭陽交流道 - 高靈系統交流道）

2015年12月22日上述路段拓寬為4車道的工程竣工以後，韓國再也没有2車道的高速公路。

### 日本

#### 高速自動車國道（A路線）〈包含未通車路段〉
- 道央自動車道※A´路線 包含函館新道（旭川鷹栖交流道以北及登別室蘭交流道以南大部分路段）
- 道東自動車道（大部分路段）
- 青森自動車道（大部分路段）
- 八戶自動車道※A´路線 包含百石道路（八戶系統交流道以西往青森方向大部分路段）
- 釜石自動車道※A´路線 包含仙人峠道路（大部分路段）
- 秋田自動車道※A´路線 包含秋田外環狀道路、琴丘能代道路（横手交流道 - 旭巴士站及大森停車區 - 秋田南交流道路段除外的路段）
- 山形自動車道（山形系統交流道以西大部分路段）
- 東北中央自動車道※A´路線 包含米澤南陽道路（大部分路段）
- 日本海東北自動車道※A´路線 包含仁賀保本莊道路（豐榮服務區以北大部分路段）
- 磐越自動車道（會津若松交流道 - 新潟停車區大部分路段）
- 常磐自動車道※A´路線 包含仙台東部道路・仙台北部道路（いわき中央交流道 - 亘理交流道 - 岩沼交流道、仙台北部道路大部分路段）
- 東關東自動車道（潮來交流道 - 茨城町系統交流道大部分路段）
- 館山自動車道※A´路線 包含富津館山道路（君津交流道以南大部分路段）
- 上信越自動車道（信濃町交流道以北大部分路段）
- 中部横斷自動車道（大部分路段）
- 東海北陸自動車道（白鳥交流道以北大部分路段）
- 紀勢自動車道※A´路線 包含熊野尾鷲道路（大部分路段）
- 舞鶴若狹自動車道（福知山交流道以東大部分路段）
- 阪和自動車道※A´路線 包含湯淺御坊道路（有田交流道以南大部分路段）
- 播磨自動車道（大部分路段）
- 鳥取自動車道※A´路線 包含志戶坂峠道路（大部分路段）
- 岡山自動車道（賀陽交流道 - 北房系統交流道的大部分路段）
- 米子自動車道（蒜山交流道以北大部分路段）
- 尾道自動車道（大部分路段）
- 松江自動車道（大部分路段）
- 濱田自動車道（大部分路段）
- 山陰自動車道※A´ 包含路線安來道路（大部分路段）
- 山陽自動車道（宇部下關線）
- 高松自動車道※A´路線 包含高松東道路（高松東交流道以東大部分路段）
- 松山自動車道※A´路線 包含宇和島道路（松山交流道以西大部分路段）
- 德島自動車道（大部分路段）
- 高知自動車道※A´路線 包含須崎道路（高知交流道以西大部分路段）
- 長崎自動車道（長崎多良見交流道以西大部分路段）
- 東九州自動車道※A´路線 包含延岡道路（北九州系統交流道 - 苅田北九州機場交流道、大分米良交流道 - 大分宮河内交流道除外的大部分路段）

#### 一般國道快速道路（B路線）〈包含未通車區間〉
- 釧路外環狀道路（大部分路段）
- 旭川紋別自動車道（大部分路段）
- 深川留萌自動車道（大部分路段）
- 帶廣廣尾自動車道（大部分路段）
- 日高自動車道（沼之端西交流道以東大部分路段）
- 函館江差自動車道（全線）
- 八戶久慈自動車道（大部分路段）
- 三陸自動車道（仙台港北交流道 - 利府系統交流道、鳴瀬奧松島交流道以北大部分路段）
- 首都圈中央連絡自動車道（久喜白岡系統交流道以東大部分路段）
- 伊豆縱貫自動車道（大部分路段）
- 三遠南信自動車道（大部分路段）
- 能越自動車道（高岡交流道以北大部分路段）
- 東海環狀自動車道（土岐系統交流道以西大部分路段）
- 中部縱貫自動車道（大部分路段）
- 京奈和自動車道（大部分路段）
- 京都縦貫自動車道（園部交流道以北大部分路段）
- 北近畿豐岡自動車道（大部分路段）
- 南阪奈道路（羽曳野交流道 - 新庄出入口區間、一部份完成4車線，設有爬坡車道）
- 播但連絡道路（福崎北匝道 - 和田山出入口/系統交流道大部分路段）
- 西瀬戶自動車道（大部分路段）
- 東廣島吳自動車道（大部分路段）
- 萩・三隅道路（全線）
- 今治小松自動車道（大部分路段）
- 高知東部自動車道（大部分路段）
- 西九州自動車道（大部分路段，福岡前原收費道路區間除外）
- 南九州西回自動車道（大部分路段）
- 那霸機場自動車道（豐見城・名嘉地交流道小祿繞道取付部）

#### 一般道路（以繞道為例）
- 岡垣繞道
- 下館繞道
- 犬飼繞道
- 玉名繞道
- 伊那繞道
- 柳井繞道
- 巖木繞道
- 卷繞道

### 马来西亚
- 士乃－迪沙鲁大道（哥打丁宜县路段）
- 南巴生谷大道 (英达岛路段）

### 美國
- 93號州際公路通過新罕布夏州的弗蘭科尼亞山峽時僅設有二線道。由於對環境衝擊太大（部份原因是高速公路所帶來的震動會導致山中老人石有崩塌的危險，但山中老人石已於2003年崩落），原本四線道設計被迫放棄。

### 加拿大
- 加拿大橫貫公路部分路段